# 索尼α7S II
索尼α7S II（型號：ILCE-7SM2，簡稱A7S2）是一個由索尼製造全片幅無反光鏡可換鏡頭相機。於2015年9月11日發表，為索尼 α7S的後繼機種。
能直接錄製4K解析度影片，且不需要像α7S那樣外接設備，這使它非常適合電影製作人。  2016年12月，JAXA在國際太空站安裝了索尼α7S II，是第一個在太空中拍攝的4K商業影片。 

## 外部鏈接
- ILCE-7SM2 （页面存档备份，存于）
- Sony α7S II （页面存档备份，存于） dpreview